# Дональд III (король Стратклайда)
Дональд (Домналл) III (гэльск. Domhnall, валл. Dyfnwal, англ. Donald; умер в 975) — король Стратклайда в 941—971 годах, сын короля Эогана.

## Биография
Согласно жизнеописанию святого Катро Мецского, тот посещал своего родственника, короля Стратклайда. Этим родственником, судя по всему, был Домналл. Согласно исследованиям, посещение произошло в период между 941 и 946 годами. Это означает, что Домналл III, вероятно, был королём в 941 году. Однако это противоречит известиям «Англосаксонской хроники», согласно которым король Англии Эдмунд I в 945 году захватил Стратклайд, уступив его королю Альбы Малкольму I в обмен на союз «на суше и на море». Предполагается, что либо «Хроника» ошибается, либо была захвачена лишь часть Стратклайда, либо Малькольм, получив Стратклайд, оставил там королём Домналла под своим сюзеренитетом.
«Анналы Ульстера» под 975 годом сообщают о смерти Домналла III во время паломничества в Рим. Это известие подтверждает также валлийский источник. Возможно, что отправляясь в паломничество, Домналл передал королевские полномочия своему сыну Амдарху, поскольку в 971 году тот упоминался как убийца короля Альбы Кулена, а в 973 году Флоренс из Вустера упоминал в качестве короля Стратклайда уже Малькольма I.

## Брак и дети
Имя жены Домналла неизвестно. Дети:
- Амдарх (ум. 973), король Стратклайда с 971
- Малькольм I (ум. 997), король Стратклайда с 973
- Оуайн ап Дивнуал (ум. 1015), король Стратклайда с 997